# Hostín (Kovářov)
Hostín (německy Hostin) je vesnice, část obce Kovářov v okrese Písek v Jihočeském kraji. V Hostíně žil v mládí sběratel lidových písní Čeněk Holas.

## Historie
První písemná zmínka o Hostínu pochází z roku 1573. Koncem následujícího desetiletí vesnici vlastnil Jan Šturm z Hiršfeldu, který ji roku 1590 prodal Jindřochovi Čechočovickému z Čechočovic. Po Jindřichově smrti vdova Dorota prodala Hostín Janovi Jiřímu ze Švamberka, který ji připojil k orlickému panství. Během třicetileté války obyvatelé vsi strádali válečnými útrapami způsobenými procházejícími vojsky. Vesnice tehdy téměř zanikla. V roce 1930 zde žilo 49 obyvatel v 9 popisných číslech.

## Obyvatelstvo
| Rok            | 1869 | 1880 | 1890 | 1900 | 1910 | 1921 | 1930 | 1950 | 1961 | 1970 | 1980 | 1991 | 2001 | 2011 | 2021 |
| -------------- | ---- | ---- | ---- | ---- | ---- | ---- | ---- | ---- | ---- | ---- | ---- | ---- | ---- | ---- | ---- |
| Počet obyvatel | 49   | 50   | 45   | 50   | 50   | 49   | 49   | 32   | 20   | 19   | 9    | 7    | 9    | 9    | 12   |
| Počet domů     | 5    | 7    | 8    | 8    | 9    | 9    | 9    | 9    | 7    | 6    | 3    | 5    | 10   | 12   | 12   |

## Obecní správa
Při sčítání lidu v letech 1850–1963 Hostín byl osadou obce Březí v okrese Milevsko. Od roku 1964 je částí obce Kovářov v okrese Písek.

## Pamětihodnosti
- K památkám ve vesnici patří výklenková kaple se zvonicí. Kaple je zasvěcená Panně Marii. Podle jednoho zdroje byla postavena roku 1887.[10] Podle druhého zdroje byla postavena roku 1908.[11] Ve 20. století byla postupně opravena.[5]
- Zhruba třicet metrů jižně od silnice mezi Březím a Radvánovem se nachází pomník Václava Pešičky.
- Na konci vesnice u cesty k mlýnu stojí Kupcův kříž.[5]

## Rodáci
- Čeněk Holas (1855–1939), středoškolský profesor, sběratel lidových písní a tanců, básník. Vystudoval v Písku, později pražské technice. Podnikl i několik zahraničních cest, i do Ruska. Věnoval se tělovýchově. Byl profesorem na Malé Straně v Praze. V roce 1906 vydal Sbírku národních písní českých. Později se přestěhoval do Milevska, kde bydlel v čp. 237 v ulici Č. Holase nad zdejším autobusovým nádražím. Později odešel do Písku.[6]
- Václav Pěšička (1915 Hostín (Kovářov) – ? Bełżyce), letec, četař aspirant československé letecké legie v Polsku.[12]

## Galerie

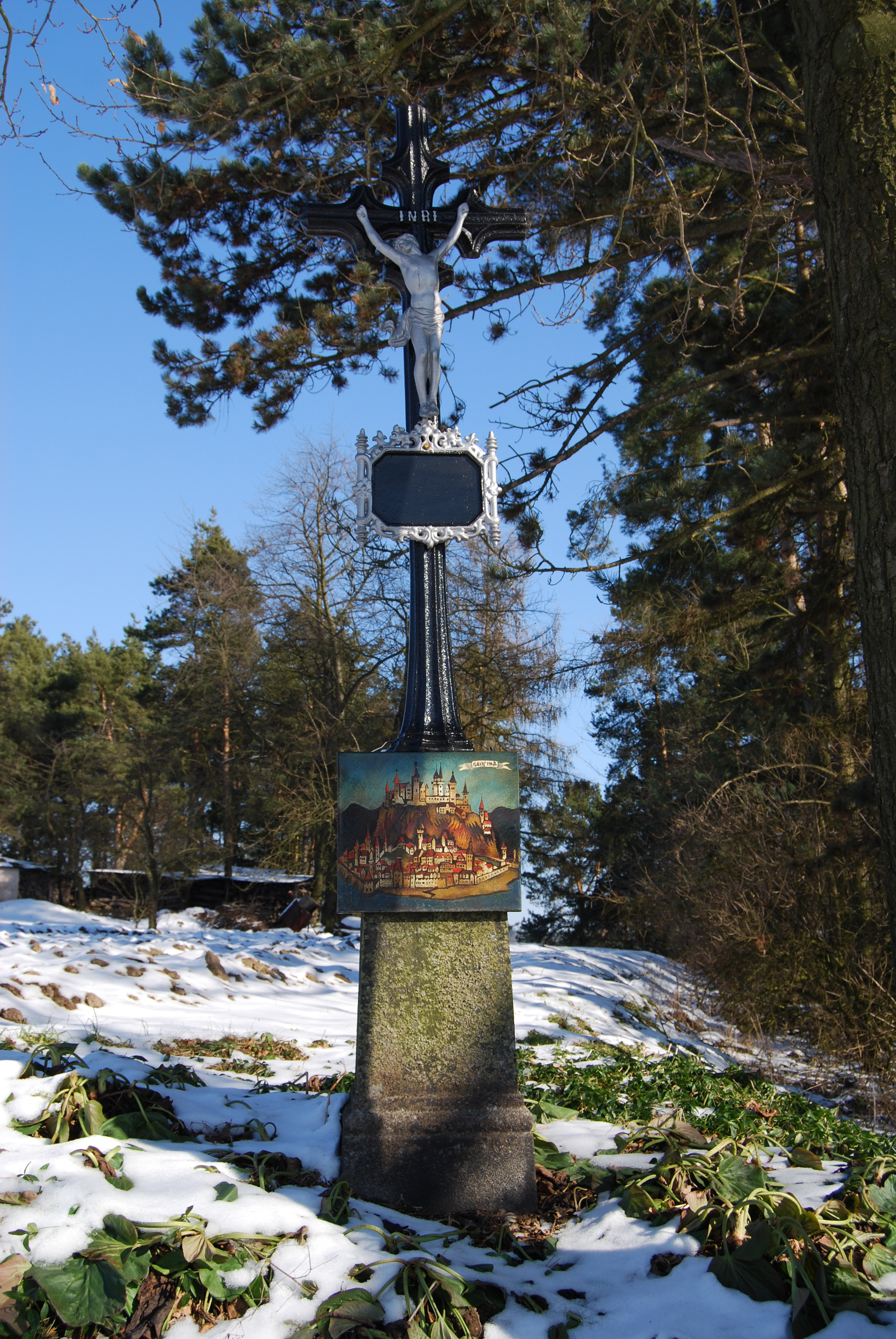
Kupcův kříž
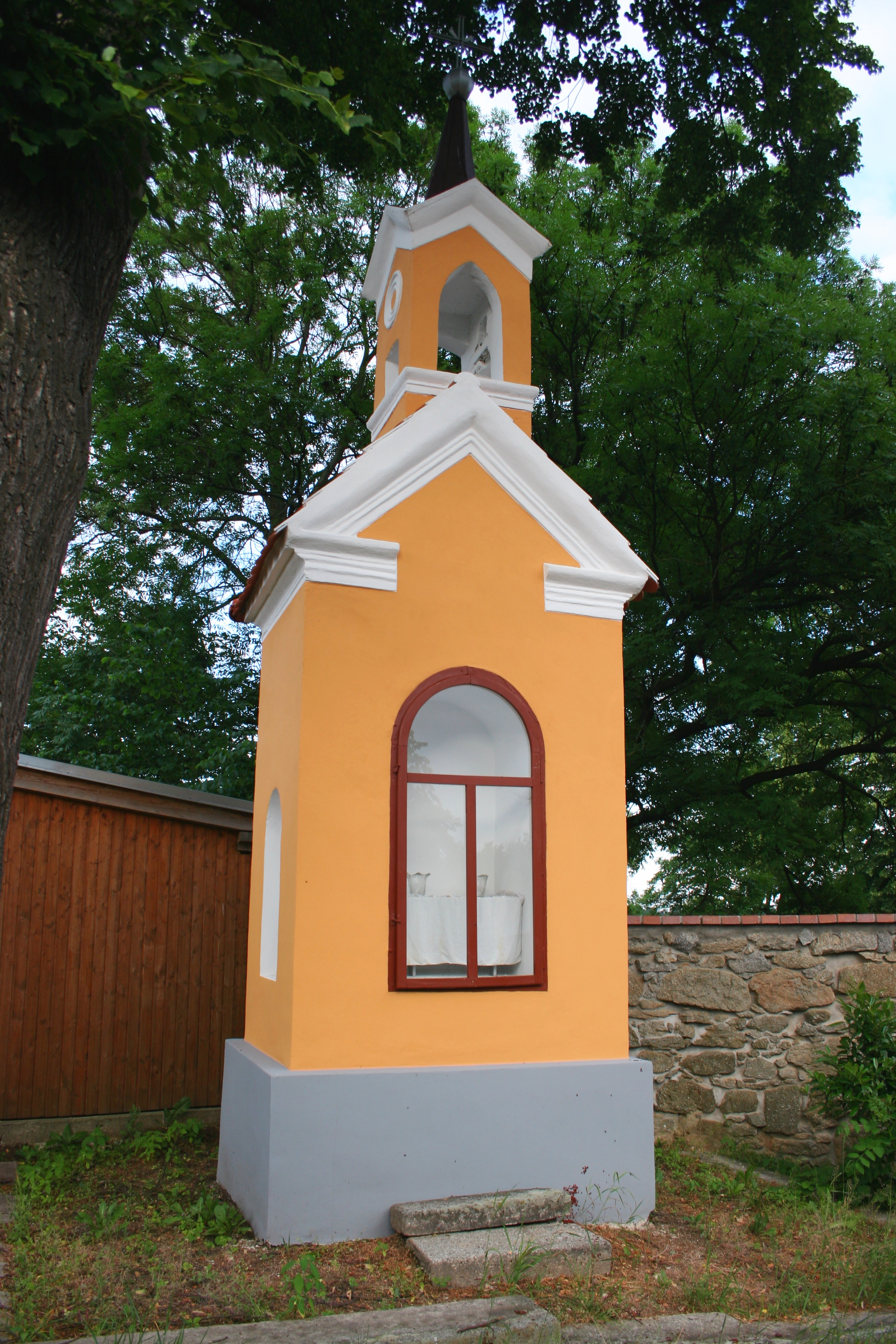
Výklenková kaple Panny Marie (2019)
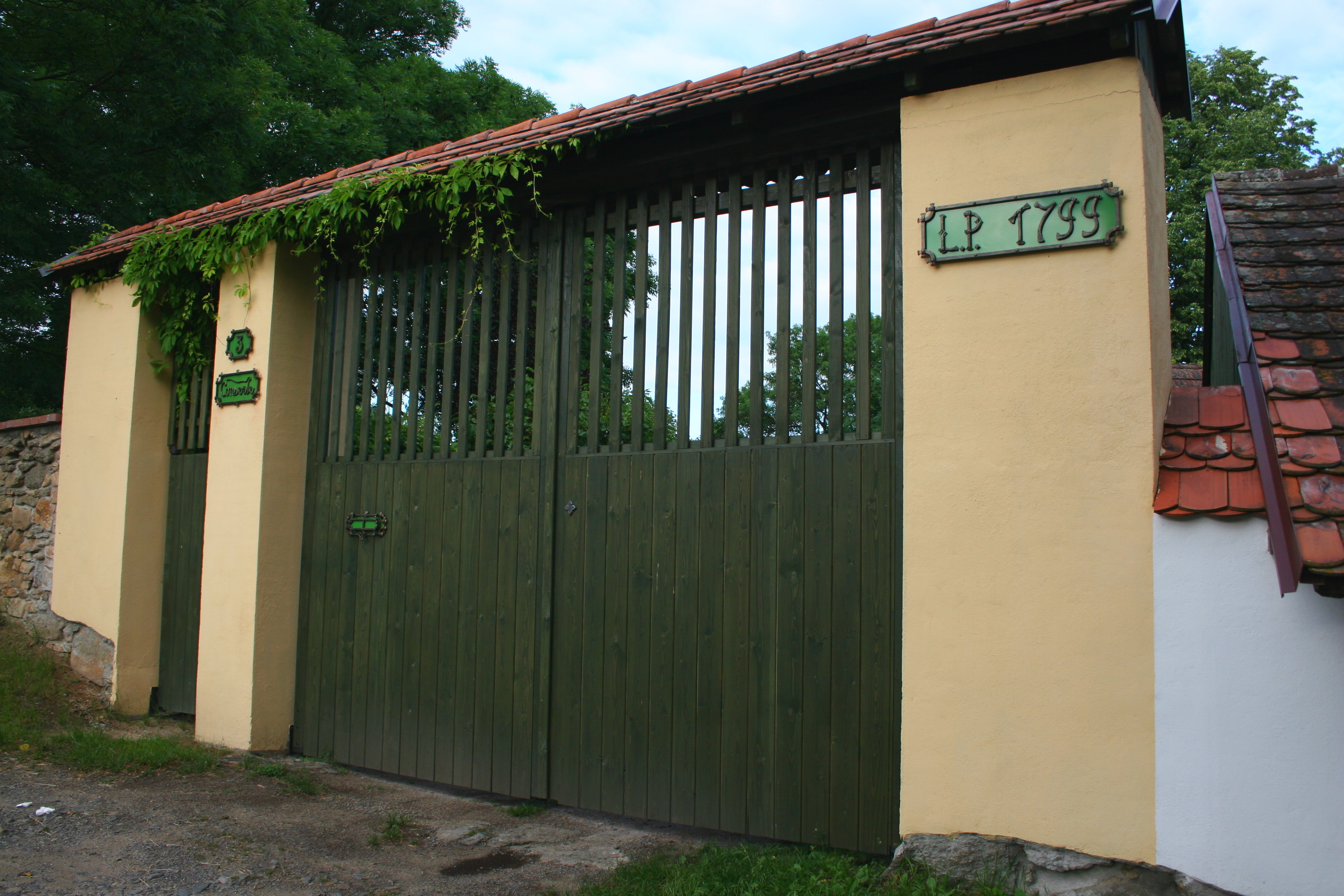
Vrata domu čp. 3